# Guineu voladora de Flannery
La guineu voladora de Flannery (Pteralopex flanneryi) és una espècie de ratpenat de la família dels pteropòdids. Viu a Papua Nova Guinea i Salomó. El seu hàbitat natural són els boscos madurs de plana. Està amenaçada per la caça i la desforestació.
El seu nom específic, flannery, és en honor del zoòleg australià Tim Flannery, conegut com a «l'Indiana Jones de la ciència australiana».